# Монте Ригорио (Рим)
Монте Ригорио је насеље у Италији у округу Рим, региону Лацио.
Према процени из 2011. у насељу је живело 73 становника. Насеље се налази на надморској висини од 254 м.